# 714 a.C.
Il 714 a.C. (DCCXIV a.C. in numeri romani) è un anno  dell'VIII secolo a.C.

## Eventi
Espansione del Regno di Saragon II